# Мешовита породица
Мешовита породица (енгл. Mixed-ish) је америчка ситком телевизијска серија чији су творци Кенја Барис, Питер Саџи и Трејси Елис Рос. Премијера серије била је 24. септембра 2019. године на мрежи ABC. Серија је преднаставак и спин-оф серије Црнкасти и друга серија која је одвојена од примарне серије након серије канала Freeform.
У Србији се приказује од 23. јуна 2020. године на каналу Fox, титлована на српски језик.

## Радња
Рејнбоу Џонсон прича о свом одрастању у породици са родитељима различите расе током осамдесетих и о сталној дилеми да ли се прилагодити или остати веран себи. Боуини родитељи Пол и Алиша одлучили су да се породица пресели из хипи комуне у предграђе како би деци пружили бољи живот. Док им се родитељи боре са изазовима новог стила живота, Боу и њен брат и сестра сналазе се у новој школи, у којој их не сматрају ни црнцима ни белцима. Искуства ове породице показују нам колики је изазов спознати свој идентитет кад ни остатак света није сигуран где припадаш.